# The Last: Naruto the Movie
The Last: Naruto the Movie (ザ・ラスト ナルト・ザ・ムービー) (Brasil: The Last – Naruto, o Filme ) é o décimo filme da franquia Naruto, feito para comemorar o 15º aniversário da série. O longa dá o pontapé inicial do Projeto de Abertura da Nova Era de Naruto (新 時代 開幕 プ ロ ジ ェ ク ト - Naruto Shin Jidai Kaimaku Project). É o primeiro filme a fazer parte do enredo oficial de Naruto, localizado durante o salto temporal que ocorre entre os dois últimos capítulos do mangá. Seu lançamento nos cinemas japoneses foi no dia  6 de dezembro de 2014  e trouxe o slogan "O Último Episódio; O Primeiro Amor." (最後 の 物語 は, はじめて の 愛 - Saigo no monogatari wa, Hajimete no ai). No Brasil, o filme seria lançado dia 7 de maio de 2015 pelo Grupo PlayArte, porém foi adiado para 28 de maio do mesmo ano. Foi a última vez que foi dublado no estúdio CBS (mesmo estúdio em que o anime Naruto foi dublado) antes de falir. A música tema do filme é interpretada pela dupla Sukima Switch e chama-se "Hoshi no Utsuwa" (Star Vessel).

## História

### Hiashi vs Toneri
Dois anos após os acontecimentos da Quarta Grande Guerra Ninja, no início do filme é mostrado partes do acontecimentos entre Madara e Hashirama até a batalha entre Naruto e Sasuke, que durante a luta ambos terminam sem seus braços e com a explosão do ataque as estátuas ficam de dedos dados no Vale do Fim. A lua, criada há muito tempo por Hagoromo Otsutsuki para selar o corpo do Juubi começa a cair em direção à Terra, ameaçando destruir tudo com o impacto induzida por Toneri Otsutsuki, o último descendente vivo de Hamura, irmão gêmeo de Hagoromo, cuja família vivia na Lua desde a sua criação. Hiashi tenta confrontá-lo, mas parece não ter êxito ao confrontar Toneri e seu exército criado por ele.

### Lembranças de Hinata
No filme é mostrado a passagem de Naruto e Hinata das fases criança até adulto, com um novo braço transplantado que recebeu de Tsunade. Hinata relembra dos dias em que era judiada por um grupo de garotos, até conhecer um garoto que estava com um cachecol vermelho, com o nome de Naruto. Apesar de não ter talento para fazer Clone da Sombras, Naruto consegue afugentar os garotos. Depois ele é cuidado por Hinata e vai embora, deixando o cachecol vermelho com a Hinata. Também é mostrado uma parte na escola, quando na aula, Choji e Naruto causam alvoroço na escola, e Hinata escreve seu nome em um papel "Naruto Uzumaki", sendo que o tema era com quem deveria ficar caso a lua colidisse com a Terra. Também é mostrado quando Hinata dá a Naruto uma pomada curativa a ele, na época de quando eram crianças, também quando ela própria enfrenta Pain para salvar Naruto declarando seu amor. Depois de Hinata terminar de bordar o cachecol vermelho que a pouco estava com ela, ela tem em mente dar a Naruto.

### No Ichiraku
Naruto dá um treinamento as crianças em meio ao pátio, mas também é aclamado pelas meninas de sua aldeia e também tem recebido muitos presentes fazendo ele e Konohamaru carregarem. Sakura se encontra com Hinata e vê ela com um embrulho na mão que ia dar para Naruto, mas esta se encontrava indecisa. Sua timidez fazia Hinata ficar confusa, mas Hanabi, sua irmã caçula pede a irmã para deixar sua timidez de lado e tomar a iniciativa. Enquanto Hinata deixava a residência, Toneri sequestra Hanabi e retira seus olhos. Konohamaru pede a Naruto a ir com ele e vê um baú com antiguidades, que faz Konohamaru achar que são coisas sem valor, mas Naruto afirma que não. Naruto e cia convidam Hinata para comer no rámen, mas Hinata vê um cachecol no pescoço de Naruto achando que fosse de uma das meninas que tinha dado de presente e vai embora. Sakura chama Naruto de idiota e tenta alcançar Hinata e Naruto tenta se livrar das meninas para tentar solucionar a situação. Naruto alcança Hinata e pede para ir no Ichiraku, mas como Hinata era muito tímida, não deu muita chance de se explicar.

### Surge Toneri
Hinata chora em cima do cachecol que ia dar a Naruto, mas Toneri aparece para sequestrá-la, mas é salva por Naruto, mas acaba sendo pendurada pelo cachecol que ia dar a ele. Toneri manda seu exército enfrentar Naruto. Com seus Clone das Sombras, Naruto dá conta deles e sem fazer um Clone da Sombra e sem entrar no Modo Sennin Naruto manda um Rasenshuriken laranja acabando com todo o exército. Hinata é salva por Naruto e Toneri fala do que estaria por vir se por acaso enfrentarem e manda um fragmento da lua em direção a aldeia.

### A Missão de salvar Hanabi
Kakashi agora como Hokage designa o time 7 com Shikamaru como líder e Hinata adicionados para salvar Hanabi e impedir a destruição do mundo, e Kakashi e Shikamaru recebem um relógio com o contador que anuncia o fim do mundo. Assim o grupo é designado e Hinata vai junto de Naruto em um pássaro que foi criado por Sai e veem a kunai que Hinata tinha dado de presente a Hanabi.

### As lembranças de Hinata descoberta por Naruto
Em meio a missão, seu grupo cai em um genjutsu e Naruto acaba adentrando nas lembranças de Hinata pelo cachecol vermelho e não entende o que se passa, como vê Hinata escrevendo seu próprio nome, do alvoroço entre ele e Choji, mas um asteroide cai na escola, na época do exame Chunin, até ele ser arrastado pelo Shinra Tensei e dar de cara com Hinata enfrentando um dos caminhos de Pain declarando seu amor, fazendo Naruto compreender dos reais sentimentos de Hinata, até ser salvo por Sakura, que o faz sair do genjutsu que fora criado. Naruto, que agora sabe dos sentimentos da Hinata, não sabe o que deveria dizer e de como deveria encará-la. O grupo vai e entra no lago, mas Hinata é impedida por Toneri. Naruto achando que algo estava errado vai atrás de Hinata. Shikamaru e seu grupo passam para o outro lado do lago, mas enfrentam um caranguejo gigante, responsável por criar as bolhas de ilusões, mas conseguem dar conta. Naruto enfrenta Toneri e sente seu rosto duro achando que fosse uma marionete, mas Toneri explica que este não é seu verdadeiro corpo, e que reencontraria Hinata com seu corpo de verdade

### Os sentimentos entre Naruto e Hinata
Durante a expedição, um homem aparece diante deles e chama Hinata de Princesa do Byakugan e lança uma luz diante deles. Eles acabam dando de cara com uma ilha suspensa no ar. Naruto e seu grupo vão até lá e Naruto tenta compreender o que tanto se passava na cabeça de Hinata e ela acaba sendo pega por uma teia de aranha e Naruto tenta tirar dela. Naruto também é pego por outra teia de aranha e Hinata dá a pomada curativa a Naruto, que faz Naruto lembrar do exame Chunin e tenta usar, mas o lugar que queria passar não o alcançava, mas Hinata o ajuda. Shikamaru deduz que tudo isso é causado por um Outsutsuki, embora este não saiba de seu nome.

### A declaração de Naruto e decisão de Hinata
Naruto se declara a Hinata, algo que ela própria jamais esperaria, mas Toneri aparece exigindo uma resposta. Hinata entrega o cachecol a Naruto e decide ir com Toneri no intuito de resgatar Hanabi e impedir que a lua destrua a terra, e então Hinata se despede de Naruto. Em uma tentativa frustrada de tentar salvar Hinata, Naruto tem grande parte de seu chakra arrancado por Toneri e o cachecol tricotado por Hinata acaba sendo destruído. Toneri faz Hinata ir para baixo de sua capa, para impedir que ela tente salvar Naruto. Sakura decide fazer uma transfusão de chackra em Naruto, o que acaba deixando Sakura debilitada. Shikamaru tenta transpor a defesa inimiga com Sai, mas qualquer tentativa era em vão. Após três dias inconsciente, Naruto repetia o nome de Hinata várias e várias vezes, até ele acordar.

### As intenções de Toneri
Hinata desperta nos aposentos de Toneri e decide ver como está Hanabi, lá ela descobre que os olhos de Hanabi foram arrancados por Toneri, que diz que foi um sacrifício necessário para o bem de todos. Toneri também comenta sobre  preparativos de seu casamento que irá realizar com Hinata, como também conta do Teisengan, e por fim Toneri pede a Hinata tricote um cachecol só pra ele. Hinata investiga um pouco sobre Hamura e do real poder do Teisengan e tenta destruí-lo, assim como a ilusão que recebeu da ilha suspensa, mas é atacada pelo exército de Toneri, e acaba sendo detida. Hinata fala que o que Toneri estava tentando fazer não era certo, e acaba sendo presa por Toneri, se tornando uma marionete dele e o Toneri destrói o cachecol que Hinata estava tricotando.

### A missão de salvar Hinata e Hanabi
Naruto volta a si e Shikamaru comenta que ele ficou inconsciente por três dias repetindo o nome da Hinata diversas vezes, mas agora este se encontrava deprimido e pede para deixá-lo em paz. Shikamaru diz que agora está indo em missão para salvar Hinata e Hanabi, mas este não tinha vontade de fazer nada e Shikamaru fala que a própria Sakura tentou salvá-lo, a ponto da custa de sua vida, assim como foi feito pela avó Chiyo fez em alguns momentos com Sakura e com Gaara, que a resultou em sua morte definitiva. Naruto foi ver Sakura e fala que ele se declarou a Hinata, mas Sakura comenta daqueles dias em que ele ainda tinha sentimentos pela própria e quando ela própria ia se declarar ao Sasuke. Embora esta tinha se declarado ao Sasuke, estaria tentando conseguir algo dele que seria impossível de conquistar. Mesmo depois de Naruto ter conseguido cumprir a promessa que existia entre eles dois, já não haveria algo que estivesse em seu caminho, mas ela admite ter perdido para Hinata e que ela nunca renunciaria seu amor assim tão fácil. Assim, já de confiança renovada, Naruto se prepara para salvar Hinata. Naruto já entra no Modo Sennin e começa a invasão do castelo para salvar Hinata e Hanabi, Sai e Sakura atrás de Hanabi e Naruto e Shikamaru atrás de Hinata. Shikamaru fica para trás para enfrentar as marionetes de Toneri e Naruto vai atrás de Hinata. Sai e Sakura encontram Hanabi sem seus olhos e o cachecol destruído, que Hinata ia dar para Naruto. Começa os preparativos do casamento de Toneri e Hinata e Naruto aparece. Toneri induz Hinata para atacar Naruto, mas Naruto consegue salvá-la e consegue adentrar na mente de Hinata e compreende o que levou Hinata a traí-lo. Toneri sente a pulsação dos olhos de Hanabi, que seria o despertar o verdadeiro Teisengan e Hinata vai com Naruto para destruir o Teisengan. A Força Aliada Shinobi tenta impedir que os fragmentos da lua atingisse a Terra e Kakashi ajuda também, mas este recebe uma ajuda e uma aparição inesperada de Sasuke. Eles também usam um canhão para repelir os fragmentos da lua. Kakashi recebe a notícia de que Hiashi se encontrava ferido durante sua luta contra Toneri. Hinata e Naruto encontram o Teisengan e Hinata tenta destruí-lo, mas Naruto passa seu chakra a Hinata que consegue ter êxito. Sua destruição, faz com que inúmeros Byakugans se separassem. O grupo se reúne com Hanabi a salvo e Sakura entrega o cachecol destruído por Toneri a Hinata. Naruto pergunta se esse cachecol que Hinata estava tricotando era pra ele, Hinata reluta dizendo que sim, mas Naruto fala para não se preocupar e o que conta é os sentimentos que ela tem por ele.

### Naruto vs Toneri
Toneri tenta impor seu ataque com os olhos da Hanabi e Naruto entra no modo de chacra e Hinata vai com ele. Toneri usa uma de suas marionetes para atacar o grupo e Kurama, parte de Naruto o confronta. Hinata acaba sendo presa em uma gaiola e usa seu poder para cortar metade da lua. Naruto confronta Toneri e consegue derrotá-lo. Hinata já retira os olhos de Hanabi de Toneri. Raikage se prepara para outro disparo do canhão de energia, mas Bee afirma não ter coragem de destruir Naruto e Kurama faz uma mensagem dizendo que Toneri foi derrotado. Mesmo derrotado, Toneri prepara seu corpo em modo de explosão. Naruto com pouco chakra, Hinata empresta parte de seu chakra a Naruto para um último esforço. Eles conseguem fazer Toneri a desistir de seu ataque a Terra e Naruto e seu grupo tentam voltar a seu mundo. Naruto afirma que há algo que precisa fazer.

### Ato final
Hinata pergunta a Naruto do cachecol que estava com ele e Naruto responde que ele foi um presente de sua falecida mãe, Kushina. É mostrado no filme as fases de Hinata e Naruto das fases criança até adulto e seu cachecol entregue por Hinata sendo restituído e assim o filme termina com Hinata e Naruto se beijando. Nos créditos finais do filme aparece o casamento de Hinata e Naruto. Embora Sakura não tenha ficado com ninguém, ela aparece como dama de honra do casal, mas está feliz por seu companheiro ter se tornado umprimentar o casal e chora. Naruto também é cumprimentado pelos seus companheiros. No filme é mostrado uma passagem do filme dele sendo nomeado Hokage pelo Kakashi, na verdade é Konohamaru disfarçado, porque acontece algo a Naruto no especial "O dia em que Naruto se tornou Hokage". É mostrado também uma imagem do deserto em que Sasuke caminha e parte do grupo de Naruto até terminar com as sombras de Naruto e Hinata com as rosas na lapela e na cabeça e que ambos se beijam. Depois dos créditos finais, Hinata aparece tricotando junto de seus filhos, Boruto e Himawari, que vão dar as boas vindas a Naruto. Devido ao casamento com Naruto, Hinata muda seu sobrenome de Hyuuga para Uzumaki.

## Elenco
| Personagem          | Dublador japonês    | Dublador brasileiro |
| ------------------- | ------------------- | ------------------- |
| Naruto Uzumaki      | Junko Takeuchi      | Úrsula Bezerra      |
| Hinata Hyuga        | Nana Mizuki         | Flávia Narciso      |
| Toneri Otsutsuki    | Jun Fukuyama        | Diego Lima          |
| Sakura Haruno       | Chie Nakamura       | Tatiane Keplmair    |
| Sai                 | Satoshi Hino        | Marcus Pejon        |
| Shikamaru Nara      | Showtaro Morikubo   | Vagner Fagundes     |
| Sasuke Uchiha       | Noriaki Sugiyama    | Robson Kumode       |
| Kakashi Hatake      | Kazuhiko Inoue      | Élcio Sodré         |
| Gaara do Deserto    | Akira Ishida        | Yuri Chesman        |
| Tsunade             | Masako Katsuki      | Cecília Lemes       |
| Rock Lee            | Youichi Masukawa    | Thiago Keplmair     |
| Chouji Akimichi     | Kentarō Itō         | Kleber Brianez      |
| Ino Yamanaka        | Ryōka Yuzuki        | Fernanda Bullara    |
| Pain                | Ken'yū Horiuchi     | Wendel Bezerra      |
| Kiba Inuzuka        | Kōsuke Toriumi      | Fábio Lucindo       |
| Kotetsu Hagane      | Tomoyuki Kōno       | Alex Morales        |
| Shizune             | Keiko Nemoto        | Maira Paris         |
| Hayate Gekkou       | Nozomu Sasaki       | Marcio Maconato     |
| Kurenai Yuuhi       | Rumi Ochiai         | Samira Fernandes    |
| Katsuyu             | Mamiko Noto         | Silvia Suzi         |
| Hanabi Hyuga        | Kiyomi Asai         | Priscila Ferreira   |
| Ohnoki              | Tomomichi Nishimura | Carlos Silveira     |
| Might Guy           | ????                | Affonso Amajones    |
| Hamura Otsutsuki    | ????                | Carlos Campanile    |
| Mei Terumi          | Yurika Hino         | Sandra Mara         |
| Ay                  | Hideaki Tezuka      | Antônio Moreno      |
| Killer Bee          | Hisao Egawa         | Luiz Laffey         |
| Iruka Umino         | Toshihiko Seki      | Silvio Giraldi      |
| Hiashi Hyuga        | Eizō Tsuda          | Leonardo Camilo     |
| Kurama (Kyuubi)     | Tesshō Genda        | Wellington Lima     |
| Boruto Uzumaki      | Kokoro Kikuchi      | Yago Contatore      |
| Himawari Uzumaki    | Yūki Kuwahara       | Michelle Giudice    |
| Konohamaru Sarutobi | Ikue Ōtani          | Fátima Noya         |
| Narrador            | ????                | Marco Antônio       |

## Produção

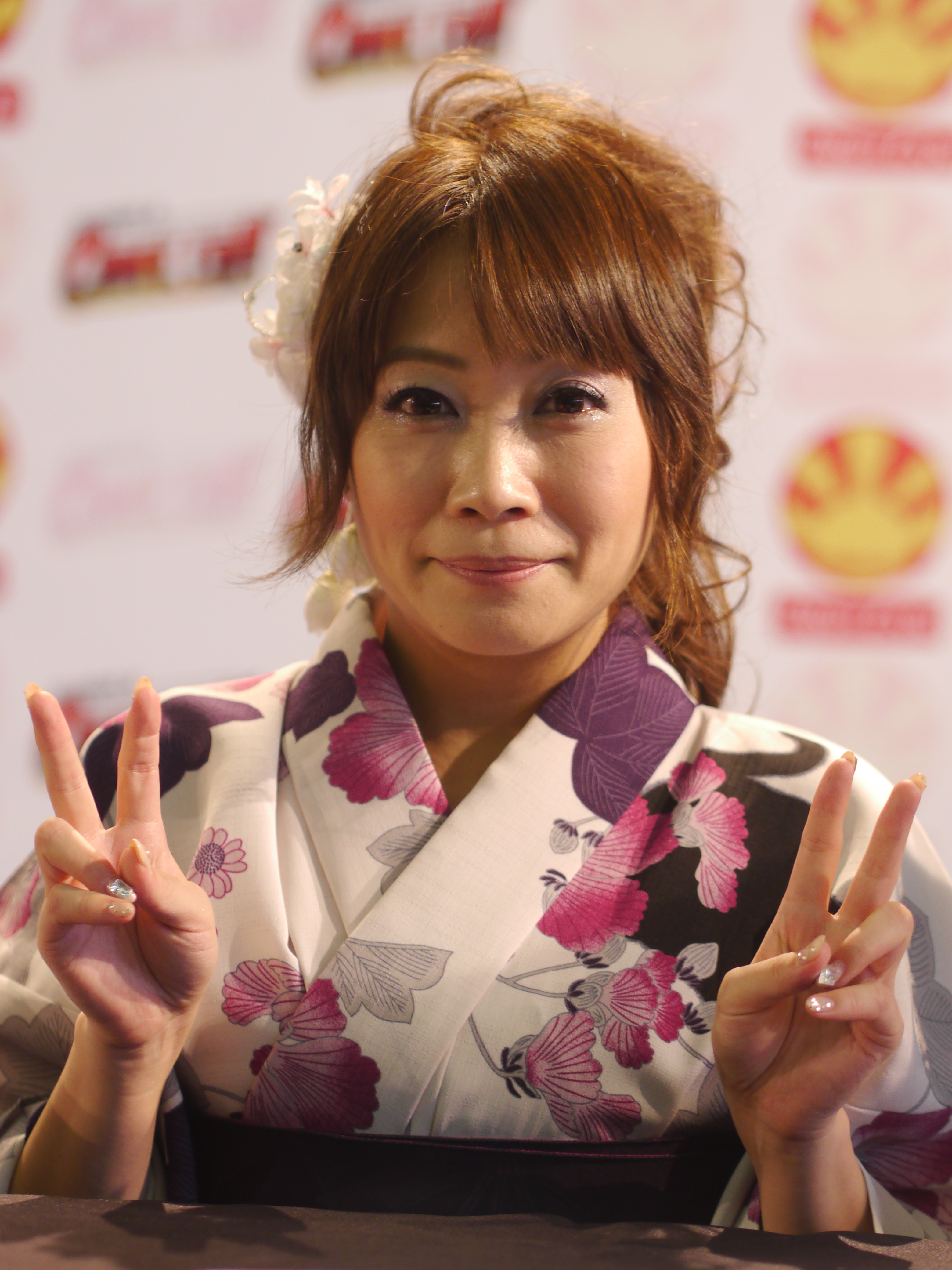
Junko Takeuchi, atriz japonesa, dubla Naruto Uzumaki.

O filme foi dirigido por Tsuneo Kobayashi, escrito por Kyozuka Maruo, enquanto o mangaká Masashi Kishimoto cuidou do designe dos personagens. O filme foi anunciado pela primeira vez na Jump Festa 2012. O filme estreou nos cinemas japoneses em 6 de dezembro de 2014, e se tornou o primeiro filme da franquia a ser lançado dois anos após o filme anterior. Teve o primeiro teaser revelado em 31 de Julho de 2014.
O filme foi fortemente promovido na liderança da franquia do mangá finalizado Naruto da revista Weekly Shōnen Jump, com novos projetos de conceito e informações reveladas em uma base semanal. O novo personagem foi dublado por Jun Fukuyama. Fukuyama pediu aos fãs que apreciassem o filme, quando fosse lançado. A edição limitada do livro de dados do filme foi distribuída juntamente com o filme e conteve um capítulo one-shot do filme feito por Kishimoto. Maruo Kyōzuka escreveu uma novelização publicada por Shueisha em 8 de Dezembro de 2014.
A dupla Sukima Switch performaram o tema musical do filme, "Hoshi no Utsuwa" ("O Recipiente da Estrela"); o produtor Takuyuki Hirobe pediu a dupla para fazer uma música suave, mas poderosa na realização do filme. O single foi lançado em 3 de dezembro de 2014. A canção principal do CD de Hinata Hyuga também foi anunciada como "Fuyu no Owari ni" ("No Final do Inverno") interpretada por Nana Mizuki.